# Saint-Laurent-de-Lévézou

Saint-Laurent-de-Lévézou este o comună în departamentul Aveyron din sudul Franței. În 1 ianuarie 2022 avea o populație de 157 de locuitori.